# Ian Smith
Ian Douglas Smith, född 8 april 1919 i Shurugwi i nuvarande Midlands, Zimbabwe (dåvarande Selukwe, Sydrhodesia), död 20 november 2007 i Kapstaden, Sydafrika, var en rhodesisk-zimbabwisk politiker (Rhodesiska fronten), parlamentsledamot från 1948, premiärminister i den brittiska kolonin Sydrhodesia från 16 april 1964 tills kolonin utropade ensidig självständighet den 11 november 1965 och därefter i det självständiga Rhodesia fram till sin avgång den 1 juni 1979 till förmån för den svarte nationalistledaren Abel Muzorewa, som till följd av förhandlingar med den svarta oppositionen valts i allmänna val. Smith kvarstod i det zimbabwiska parlamentet till 1987.

## Rhodesiska fronten
Smiths far John Douglas Smith var skotte och invandrade i slutet av 1800-talet till Sydrhodesia där han var verksam som farmare. Smith antogs vid Rhodesuniversitetet 1938, men avbröt sina studier för att anmäla sig till flygvapnet. Han ådrog sig under en flygolycka i Egypten 1943 ansiktsskador som trots plastikkirurgi skulle lämna livslånga ärr och tvingades sedan hans flygplan skjutits ner över Podalen 1944 vandra i strumplästen i flera veckor genom snön innan han nådde allierat territorium. Efter kriget återvände han till Afrika för att efter examen köpa en farm utanför Selukwe, som han snabbt förvandlade till ett framgångsrikt företag.
Med sin dubbla bakgrund som känd krigshjälte och framgångsrik affärsman valdes Smith, endast 29 år gammal, till parlamentet 1948 för det högerorienterade Liberal Party. Rhodesisk politik var under 1950-talet centrerad kring den socialdemokratiske Garfield Todd, som ägnade mycket tid och stora resurser för ett förbättrat socialt skyddsnät och förbättrade bostadsmöjligheter för landets svarta majoritet. Kulmen på denna utveckling blev en ny grundlag 1961, som bedömde svarta och vita lika utifrån politisk representation, medan de förmögenhets- och utbildningskrav som fanns klart favoriserade vita rhodesier. 
Det nya partiet Rhodesiska fronten grundades 1962 i protest mot reformerna, som bland annat innebar att mindre välbärgade vita i praktiken stod utan politisk representation, med Smith som en av dess mest prominenta medlemmar. Efter grundaren Winston Fields avgång som parti- och regeringschef 1964 valdes Smith, återigen rekord-ung, till Sydrhodesias premiärminister. Konflikten med Harold Wilsons Labourregering, med avkolonisering högt på programmet ledde till omfattande kritik av den s.k. NIBMA-linjen, No Independence Before Majority Rule, vilket RF och majoriteten av Rhodesias vita ville lösa genom ensidig frigörelse från Storbritannien. 11 november 1965 proklamerade därför Smith ensidigt landets självständighet från Storbritannien, formellt som dominion under den brittiska kronan (vilket aldrig erkändes av Elizabeth II). Efter oroligheter samma år och ett uppmärksammat mord på en vit bonde förbjöds motståndsrörelserna ZAPU och ZANU och dess ledare, bland andra Robert Mugabe, fängslades.

## Smith befäster sin makt
Smiths regim fördömdes av bland annat FN och betraktades av omvärlden, inklusive Storbritannien (som fortsatt hänvisade till landet som "Sydrhodesia"), och den inhemska svarta oppositionen som illegal. Smiths styre grundade sig inte på demokratiska val med lika villkor för hela befolkningen och det självständiga Rhodesia hade skapats ensidigt av landets vita minoritetsregering. Likväl upprätthöll Smith sin regim med orubblighet och ihärdighet. Ekonomin förblev länge stark och jordbruket effektivt, och regimen erhöll stöd av Antonio de Oliveira Salazars Portugal och apartheidregimens Sydafrika. Ingen FN-medlem erkände någonsin Rhodesia, även om landet upprätthöll ambassader i bland annat Storbritannien, Sydafrika, Portugal och USA. President Nixon stadfäste att USA "under inga omständigheter" skulle erkänna Rhodesia. 
Sedan förhandlingar med Wilsons regering kollapsat i slutet av 1960-talet accepterade Smith en mer fördelaktig överenskommelse med Wilsons efterträdare Edward Heath 1971, som under en lång period skulle ha garanterat vita rhodesier makten över ett övergångsstyre och reservera hälften av landets jord till vita farmare (vid en tidpunkt då vita inte ens utgjorde en tiondel av befolkningen) vilken emellertid tillbakadrogs efter protester det följande året. Förhandlingar ersattes därmed med inhemsk gerillakamp från ZIPRA (med stöd från Sovjet och baser i Zambia) och ZANLA (med stöd från Kina och baser i Moçambique). Medan ingendera organisation kunde hota Smiths styre genom en militär seger så ledde "Bushkriget" till omfattande vit emigration samtidigt som försvarsutgifterna eskalerade (till nära hälften av nationalbudgeten i slutet av 1970-talet) vilket undergrävde regimens ställning.
Den 6 juni 1969 anordnade Smiths regering en folkomröstning som rättslig grund för att anamma en ny grundlag, som bland annat införde republik (Republic of Rhodesia). Av  4,5 miljoner svarta invånare fick endast omkring 9 000 delta i valet; av de 90 000 väljarna var alltså 81 000 vita. 73 procent röstade för republik, vilket även innebar en ny grundlag som införde ett segregerat tvåkammarparlament med 50 mandat för vita medan svarta fick nöja sig med åtta "egna" mandat (med ytterligare åtta till ett fåtal afrikanska stamhövdingar).
Det sista parlamentsvalet i Rhodesia 31 augusti 1977 blev en stor triumf för Smith. Rhodesiska fronten fick alla de 50 vita platserna i det 66 medlemmar starka parlamentet. De övriga 16 platserna gick till olika svarta grupperingar, varav ingen representerade RF. Proportionerna svarta/vita i Rhodesia var då cirka 20:1 (idag >200:1). Mellan 1975 och 1985 emigrerade mer än hälften av landets drygt 300 000 vita medborgare, vilket tillsammans med Angolas och Portugisiska Östafrikas avkolonialisering 1975-1976 eskalerade behovet av en uppgörelse.

## Övergångsregimen

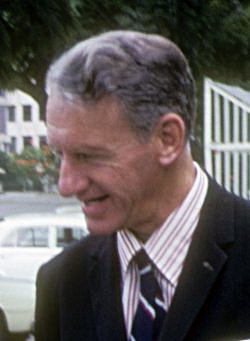
Ian Smith 1975.

1977 slöts en överenskommelse som ledde till en övergångsregering som följdes av en samlingsregering ledd av den moderata svarta biskopen och nationalistledaren Abel Muzorewa, sedan Muzorewas parti UANC vunnit absolut majoritet (51 mandat av 100) i landets första allmänna val. Rhodesiska Fronten fick 28 mandat och Smith kvarstod i regeringen som minister utan portfölj (han hade utan framgång krävt posten som försvarsminister för att behålla sitt grepp om de väpnade styrkorna), ett huvudskäl till att regeringen trots sitt majoritetsstöd inte erkändes av gerillaledarna Joshua Nkomo och Robert Mugabe, som såg sig snuvade på makten. I juni 1979 avgick Smith som premiärminister till förmån för Muzorewa, och landet började benämnas Zimbabwe Rhodesia i officiella sammanhang. Nkomos och Mugabes "Patriotiska Front" valde emellertid att förkasta resultatet och fortsatte kampen. Efter förhandlingar i London återupprättades Sydrhodesia formellt i december 1979, då Muzorewas regering insåg det ohållbara i situationen och valde att avgå. Efter nyval utropades landet slutligen i april 1980 som självständigt, nu som Republiken Zimbabwe, med Robert Mugabe som premiärminister. Mugabes parti ZANU hade inför nyvalen lagt ner sina vapen, samtidigt som man hotat med fortsatt inbördeskrig om en ZANU-seger uteblev, och vann en stor seger med 57 av 100 mandat. Fronten vann de 20 mandat som i förhandlingarna reserverats åt vita väljare och Smith kvarstod i parlamentet även efter 1985 års val, då hade RF döpts om till CAZ (Conservative Alliance of Zimbabwe), och från 1986 tilläts även svarta medlemmar.

## Efter maktövertagandet

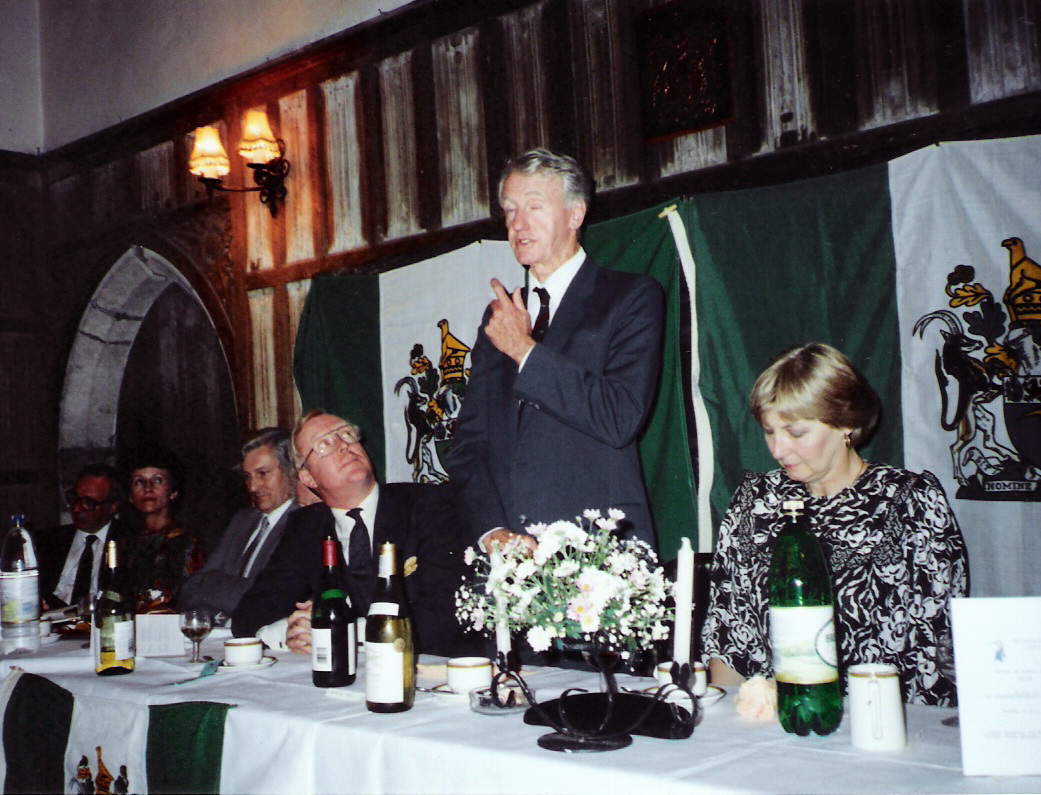
Smith håller tal vid en middag 1990, stående mellan de brittiska parlamentsledamöterna Nicholas och Ann Winterton.

I motsats till en majoritet av vita zimbabwier valde Smith att stanna kvar i landet. Han suspenderades från parlamentet i april 1987, då Mugabe, nu även statschef, lät avskaffa de 20 platser som enligt Lancaster House-överenskommelsen reserverats i tio år för vita, och i maj samma år avgick han som ledare för CAZ. Då det inte längre blev tillåtet med dubbla medborgarskap förlorade Smith i mars 2002 sitt zimbabwiska medborgarskap då han vägrat att överge sitt brittiska medborgarskap. Han flyttade 2005 av medicinska skäl till Kapstaden och för att bo nära sin son, som avled endast månader senare i en hjärtinfarkt. Smith hämtade sig aldrig från förlusten men förblev i Sydafrika tillsammans med sin styvdotter Jean, fram till sin död följande år. Han vidhöll i en intervju i september 2007 att den stora majoriteten av Rhodesias befolkning kunnat åtnjuta en högre levnadsstandard under hans styre än under Mugabes regim.
Familjen Smiths gård ockuperades i december 2012 av regimvänliga milisstyrkor efter flera tidigare misslyckade försök, där polisen enligt Smiths utsago kommit till hans undsättning.